# Laura Pyper
Pour les articles homonymes, voir Pyper.
Laura Pyper est une actrice nord-irlandaise.

## Enfance
Née à Magherafelt en Irlande du Nord, Laura Pyper a deux frères et deux sœurs. Elle a fréquenté la Rainey Endowed School puis a étudié l'anglais et l'art dramatique au Trinity College de Dublin.

## Carrière
Pyper a fait ses débuts au cinéma dans le rôle de Lin dans le film Le Règne du feu, alors qu'elle était encore étudiante. Elle apparaît aussi dans le film irlandais Headrush.
À la télévision, Pyper a incarné Ella Dee dans la deuxième saison de Hex : La Malédiction ainsi que Jane Fairfax dans l'adaptation du roman Emma de Jane Austen. Elle apparaît aussi dans des épisodes de Demons, Doctors, Affaires non classées, The Bill et Bachelors Walk.
Pyper double le personnage de Lexine Murdoch dans le jeu vidéo Dead Space: Extraction.
Pyper a joué dans la pièce de théâtre Don Juan in Soho, donnée à la Donmar Warehouse et Blackwater Angel au Finborough Theatre. En 2009 elle a incarné Cressida dans Troïlus et Cressida au Shakespeare's Globe. En 2010 elle a pris le rôle de Lily Cahill dans Punk Rock.

## Filmographie
- 2001 : Bachelors Walk de Vicki Lester  (série TV)

- 2002 : Le Règne du feu de Rob Bowman : Lin

- 2002 : Padraig agus Nadia de Kester Dyer  : Nadia

- 2003 : Headrush de Shimmy Marcus :   Vicky

- 2004 : Omagh (téléfilm) de Pete Travis :  Lorraine Wilson

- 2004 : Holby City (série télévisée) : Alison Kerman (autre titre au Royaume-Uni : Holby)
  - Episode : Playing with Fire (2004)

- 2005 : Hex : La Malédiction (série télévisée) de Andy Goddard : Ella Dee (12 épisodes)
  - 6   (2- 1) : Ange gardien (Cursed)
  - 7   (2- 2) : Le Rituel (Death Takes the Mother)
  - 8   (2- 3) : Spirale (Spiral)
  - 9   (2- 4) : Le Châtiment (Ella Burns)
  - 10  (2- 5) : Empoisonnée [1/2] (With a little help from my friends [1/2])
  - 11  (2- 6) : L'Éternité [2/2] (With a little help from my friends [2/2])
  - 12  (2- 7) : Vengeance (Noir)
  - 13  (2- 8) : Le Désir (Where The Heart Is)
  - 14  (2- 9) : Aveuglé (Doomed)
  - 15 (2-10) : Sous contrôle (You Loose)
  - 16 (2-11) : Succubes (Hole)
  - 18 (2-13) : La Fin des temps (The Showdown)

- 2006 : The IT Crowd (série télévisée)  de Ben Fuller : Laura
  - Yesterday's Jam (2006)

- 2009 : Demons (série télévisée) : Grace Brown
  - Episode : Tibbs (Saving Grace)
- 2009 : Emma (mini-série télévisée) : Jane Fairfax